# Миливоје Стојковић Мића
Миливоје Стојковић Мића (Умчари, код Гроцке, 1919 — Јајинци, код Београда, фебруар 1943) био је студент медицине, учесник Народноослободилачке борбе и народни херој Југославије.

## Биографија
Рођен је 1919. године у вароши Умчарими, код Гроцке. После завршетка основне школе и гимназије, студирао је на Медицинском факултету у Београду. Током студентских дана дошао је у додир са сртудентским револуционарни покретом и постао његов присталица. Иако није био члан СКОЈ-а и КПЈ учествовао је у скоро свим акцијама, демонстрацијама и другим манифестацијама студената Београдског универзитета.
Априлски рат и окупација Краљевине Југославије, затекли су га у родном месту. Одмах по окупацији, повезао се са члановима КПЈ и учествовао у организовању устанка. Био је један од организатора Прве грочанско-смедеревске партизанске чете. У чети је најпре био борац, а потом командир вода. Ова чета је касније укључена у састав Космајског партизанског одреда. Због активности које је испољио током организовања устанка, као и храбрости у првим борбама, током лета 1941. године, примљен је у чланство Комунистичке партије Југославије.
Убрзо по пријему у Партију, повучен је из Одреда и послат на политички рад на теритроју грочанског среза, где је укуљчен у чланство Среског комитета КПЈ. Почетком 1942. пребачен је на терен Младеновца, где је био члан Окружног комитета КПЈ за Младеновац. Октобра 1942. године, био је издат окупатору. Немци су тада опколили кућу у којој се налазио. Пошто је одбио да се преда, ступио је у неравноправну борбу, у којој је био тешко рањен, а потом заробљен.
По заробљавању је био послат у Бањички логор. У логору је био мучен и од њега је било тражено да изда остале чланове Комунистичке партије, припаднике и помагаче Народноослободилачког покрета и друге људе који су помагали партизане на територији Младеновца. Пред иследницима Мића се храбро држао и није проговарао ни речи. Стрељан је фебруара 1943. године на стратишту у Јајинцима.
За народног хероја проглашен је 8. октобра 1953. године.
Основна школа у Умчарима носи његово име.